# Liste historischer Gebäude in Schweden
Diese Liste führt historische Gebäude in Schweden auf, die entweder geschichtliche Relevanz aufzeigen, denkmalgeschützt sind, oder sonstige staatliche Prädikate genießen.

## Schlösser und Herrenhöfe

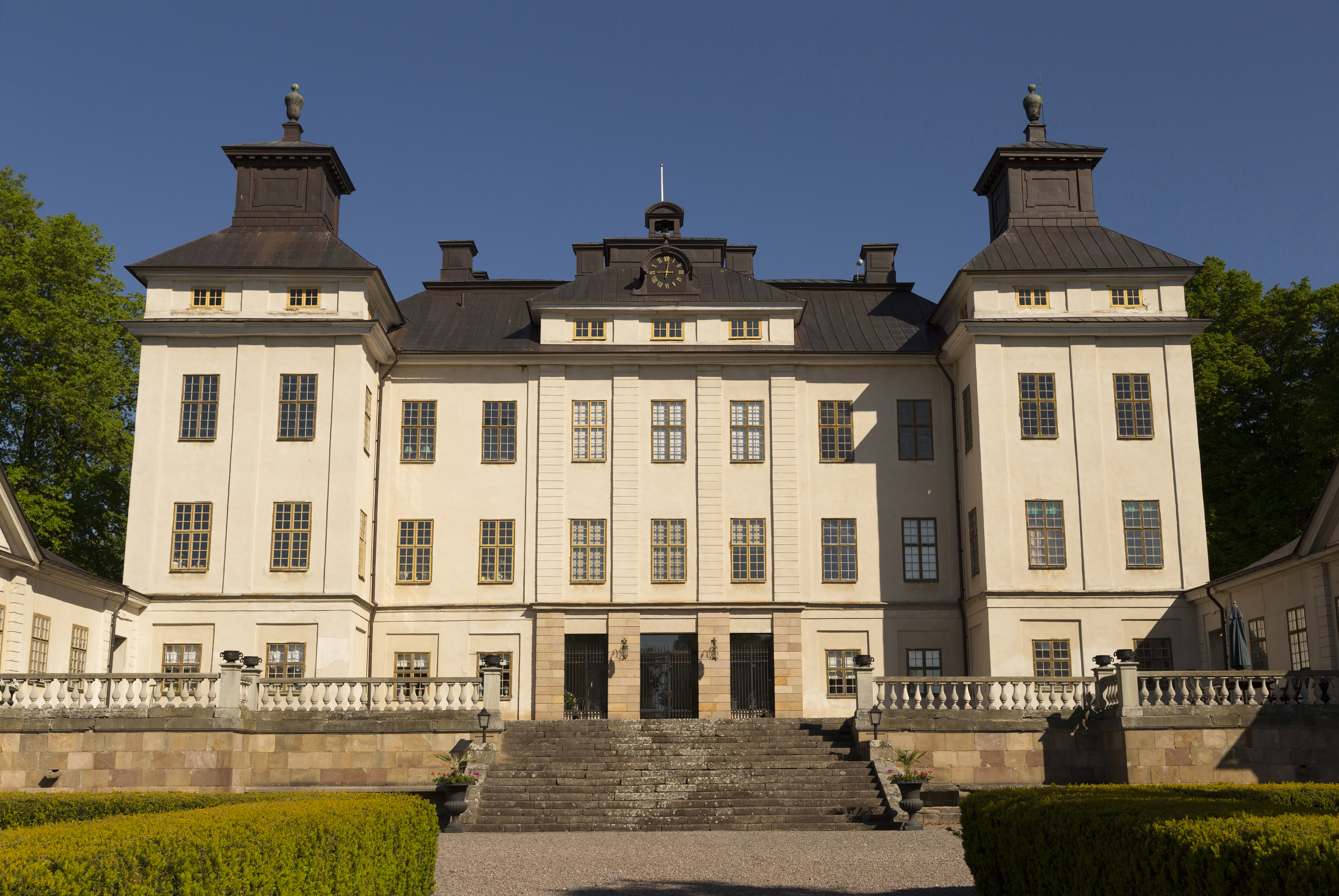
Schloss Sjöö

- Schloss Bjärka-Säby (bei Linköping)
- Schloss Boo (bei Hjortkvarn)
- Schloss Borgholm (Borgholm)
- Brahehus
- Schloss Christinehov (Andrarum)
- Schloss Drottningholm (Lövö)
- Schloss Dagsnäs (Bjurum)
- Schloss Ekenäs (Ekenäs)
- Schloss Ekolsund
- Schloss Eriksberg
- Schloss Gripenberg
- Schloss Gripsholm (Mariefred)
- Schloss Gunnebo
- Schloss Göksholm
- Schloss Helliden
- Schloss Hörningsholm
- Schloss Johannishus (Johannishus)
- Schloss Kalmar (Kalmar)
- Schloss Karlberg
- Herrenhaus Kavlås
- Schloss Krapperup
- Schloss Läckö (Kållandsö)
- Herrenhof Leufsta / bzw. Lövstabruk (bei Tierp)
- Schloss Löfstad (bei Norrköping)
- Schloss Mariedal (Lundsbrunn)
- Herrenhof Mårbacka
- Schloss Mälsåker
- Schloss Maltesholm
- Schloss Nääs (Lerum bei Göteborg)
- Schloss Nynäs
- Schloss Örbyhus
- Schloss Örebro
- Schloss Öster-Malma
- Schloss Östanå
- Schloss Övedskloster
- Schloss Pålsjö
- Schloss Penningby
- Schloss Rosersberg (Rosersberg)
- Herrenhof Runsa
- Schloss Rydboholm (Vaxholm)
- Schloss Salnecke
- Schloss Salsta
- Schloss Sandemar
- Schloss Sjöö (Gemeinde Enköping)
- Schloss Skokloster (Slottskogen)
- Schloss Skottorp (Skottorp)
- Schloss Sofiero (Helsingborg)
- Schloss Solliden, (Borgholm)
- Schloss Sövdeborg
- Schloss Stenhammar
- Schloss Steninge (Märsta)
- Stockholmer Schloss (Stockholm)
- Herrenhaus Stora Ek
- Schloss Strömsholm (Strömsholm)
- Schloss Sturefors
- Schloss Sturehov
- Schloss Sundbyholm
- Schloss Svaneholm
- Schloss Tjolöholm
- Schloss Torup
- Schloss Trollenäs
- Schloss Tullgarn
- Schloss Tynnelsö
- Schloss Tyresö
- Schloss Ulriksdal (Solna bei Stockholm)
- Schloss Uppsala
- Schloss Vadstena
- Schloss Venngarn
- Schloss Vittskövle
- Schloss Vik

## Palais
- Bååtska palatset (Stockholm)
- Hallwylska palatset (Stockholm)
- Sagerska palatset (Stockholm)
- Stenbocksches Palais (Stockholm)
- Tessinska palatset (Stockholm)
- Wrangelska palatset (Stockholm)

## Burgen und Festungen
- Burg Almarestäket, am Mälaren
- Festung Älvsborg (Göteborg)
- Festung Bohus (Kungälv)
- Festung Carlsten (Marstrand)
- Dalaborg
- Burg Eketorp
- Glimmingehus
- Gråborg
- Burg Ismantorp
- Festung Karlsborg (Karlsborg)
- Kärnan (Helsingborg)
- Visborg
- Zitadelle Landskrona

## Kirchen und Klöster
- Klosterruine Alvastra
- Göteborger Dom (Göteborg)
- Husaby kyrka (Husaby)
- Jokkmokks kyrka (Jokkmokk)
- Katarina kyrka (Stockholm)
- Kalmarer Dom (Kalmar)
- Kiruna kyrka (Kiruna)
- Dom zu Linköping (Linköping)
- Dom zu Lund (Lund)
- Dom zu Mariestad (Mariestad)
- Masthuggskyrkan (Göteborg)
- Nikolaikirche oder Storkyrkan (Stockholm)
- Kloster Nydala
- Kloster Roma
- Dom zu Skara (Skara)
- Dreifaltigkeitskirche (Karlskrona)
- Tyska kyrkan (Stockholm)
- Dom zu Uppsala (Uppsala)
- Klosterkirche Varnhem (Varnhem)
- Klosterkirche Vadstena (Vadstena)
- Dom zu Visby
- Vittskövle kyrka (Vittskövle)
- Sankt-Marien-Kirche (Helsingborg)

## Andere öffentliche Gebäude
- Gatenhielmska huset (Göteborg)
- Jordkulan Södra Sam
- Kronhuset (Göteborg)
- Kungshuset (Lund)
- Längstwellensender Grimeton (Grimeton)
- Ostindiska kompaniets hus (Göteborg)
- Riddarhuset (Stockholm)
- Stockholms stadshus (Stockholm)
- Universitätsbibliothek Lund (Lund)

- Karte mit allen verlinkten Seiten:
- OSM |
- WikiMap